# Dave Hebner
David Hebner (* 17. Mai 1949 in Richmond, Virginia; † 17. Juni 2022 in Mechanicsville, Virginia) war ein US-amerikanischer Ringrichter im Wrestling, Promoter und Road Agent.

## Leben
Dave Hebner wuchs zusammen mit seinem Zwillingsbruder Earl Hebner in Richmond, Virginia, auf. Ende der 1970er begannen beide als Wrestling-Schiedsrichter für lokale Veranstaltungen zu arbeiten und betätigten sich auch als Bühnenarbeiter. Anfang der 1980er wurde er von der damaligen World Wrestling Federation (WWF) unter Vertrag genommen. Sein Bruder blieb bei Jim Crockett Promotions aktiv, die zur National Wrestling Association gehörte.
Neben seinen Tätigkeiten in den wöchentlichen Shows stand er mehrfach im Mittelpunkt von Einzelveranstaltungen: So leitete er das WrestleMania-III-Match zwischen Macho Man Randy Savage und Ricky Steamboat, das für viele bis heute als eines der besten Wrestling-Matches der WWE gilt. Bei Wrestlemania V war er Schiedsrichter des Main-Events zwischen Hulk Hogan und Randy Savage.  Am 5. Februar 1988 sollte er bei Saturday Night’s Main Event ein Match zwischen Hulk Hogan und André the Giant leiten. In der Storyline wurde er jedoch gefesselt und durch seinen Zwillingsbruder ersetzt, der zugunsten von André the Giant handelte und diesem so den Gewinn der WWF Heavyweight Championship zuspielte. Der Betrug wurde anschließend enthüllt und Daves Bruder als Heel-Referee eingeführt. Gemäß der Geschichte handelte es sich dabei um den Komplott des Million Dollar Mans, der mittels Gesichtschirurgie einen Doppelgänger erschaffen habe. Die wenig glaubwürdige Geschichte wurde später fallen gelassen und Earl Hebner trat als regulärer Ringrichter auf.
Auch am Montreal Screwjob war Dave Hebner beteiligt, jedoch weniger als einer der Hauptakteure. Da allen Beteiligten klar war, dass Bret Hart sehr wütend werden würde, nachdem von der eigentlichen Storyline abgewichen wurde und Shawn Michaels die WWE Championship gewann, stand Dave Hebner bereit, um seinen Bruder, der den Kampf leitete, mit einem Fluchtfahrzeug in Sicherheit zu bringen.
Seine Karriere als Schiedsrichter musste er wegen Knieproblemen beenden. Er blieb der WWE jedoch treu und arbeitete hinter den Kulissen als Road Agent. 2005 wurde er zusammen mit seinem Bruder entlassen. Angeblich hatte Earl unautorisierte WWE-Merchandise-Produkte auf eigenen Vertriebswegen in Umlauf gebracht. Der Vorwurf wurde jedoch nie gerichtlich geklärt. Dave Hebner arbeitete anschließend für Total Nonstop Action Wrestling, wo auch sein Neffe Brian Hebner als Schiedsrichter eingesetzt wurde. Er beteiligte sich außerdem an einer erfolglosen Sammelklage gegen die WWE. Darin ging es um neurologische Verletzungen, die sich Wrestler und andere Offizielle bei ihrer Arbeit für die WWE zugezogen haben sollen.
Dave Hebner litt an der Parkinson-Krankheit und starb am 17. Juni 2022 nach einem längeren schweren Verlauf an den Folgen seiner Erkrankung.

## Privatleben
Dave Hebner war mit seiner Frau Rebecca 54 Jahre bis zu seinem Tod verheiratet. Das Paar hat zwei Töchter.